# District scolaire 11 (Nouveau-Brunswick)
Le district scolaire 11 est un district scolaire francophone de la province canadienne du Nouveau-Brunswick. 

## Mission et vision

### Mission
Analyse

### Vision
Analyse

## Écoles

### Miramichi/Rogersville/
- Baie Sainte-Anne
- Carrefour Beausoleil
- Régionale de Baie Sainte-Anne
- Secondaire Assomption
- W.-F.-Boisvert

### Saint-Louis/Richibucto
- Marée Montante
- Mgr-Marcel-François-Richard
- Soleil Levant

### Bouctouche
- Blanche-Bourgeois
- Calixte-F.-Savoie
- Camille-Vautour
- Clément-Cormier
- Dr-Marguerite-Michaud
- Mont Carmel
- Notre-Dame
- Saint-Paul

### Shédiac
- Donat-Robichaud
- Grande-Digue
- Louis-J.-Robichaud
- Mgr-François-Bourgeois
- Père-Edgar-T.-LeBlanc